# سید جلال طباطبایی
سیدجلال طباطبایی (۱۳۲۹ – ۲۲ تیر ۱۳۹۹) بازیگر سینما و تلویزیون ایرانی بود.

## زندگی‌نامه
سیدجلال طباطبائی در سال ۱۳۲۹ در تهران زاده شد. او در خیابان ۱۲ فروردین تهران زندگی می‌کرد. اما ریشه و تبار پدر و مادری او متعلق به محله گذر جدا واقع در خیابان چهارمردان قم بود. او از سال ۱۳۵۲ با حضور در فیلم سینمایی مکافات به کارگردانی کامران قدکچیان فعالیت هنری خود را آغاز کرد و در فیلم‌های سینمایی و سریال‌های مختلف تلویزیونی به ایفای نقش پرداخت.
وی همچنین در بخش‌های فنی و تدارکاتی فیلم‌هایی همچون صمد آرتیست می‌شود (۱۳۵۳)، مسلخ (۱۳۵۳)، وصل نیکان (۱۳۷۰)، پاییز بلند (۱۳۷۲) و جان‌سخت (۱۳۷۶) همکاری داشته‌است.

## درگذشت
سیدجلال طباطبایی در ۲۲ تیر ۱۳۹۹ بر اثر سکتهٔ قلبی درگذشت.

## فیلم‌شناسی

### سینمایی
- صداست که می‌ماند (۱۳۹۰)
- یک بام و دو هوا (۱۳۸۷)
- ده رقمی (۱۳۸۷)
- وقت لطیف شن (۱۳۸۵)
- مهمان مامان (۱۳۸۲)
- توکیو بدون توقف (۱۳۸۱)
- دیوانه‌ای از قفس پرید (۱۳۸۱)
- دختر شیرینی فروش (۱۳۸۰)
- سایه روشن (۱۳۸۰)
- عشق شیشه‌ای (۱۳۷۸)
- جان‌سخت (۱۳۷۶)
- کمین (۱۳۷۵)
- برج مینو (۱۳۷۵)
- قله دنیا (۱۳۷۴)
- آدم‌برفی (۱۳۷۳)
- آرزوی بزرگ (۱۳۷۳)
- حمله به اچ۳ (۱۳۷۳)
- آخرین شناسایی (۱۳۷۲)
- جای امن (۱۳۷۲)
- سجاده آتش (۱۳۷۲)
- همسر (۱۳۷۲)
- آذرخش (۱۳۷۱)
- چشمهایم برای تو (۱۳۷۱)
- حماسه مجنون (۱۳۷۱)
- سفر (۱۳۷۱)
- بدوک (۱۳۷۰)
- وصل نیکان (۱۳۷۰)
- تعقیب سایه‌ها (۱۳۶۹)
- قصه زندگی (۱۳۶۵)
- پلاک (۱۳۶۴)
- پیراک (۱۳۶۳)
- پشمالو (۱۳۵۵)
- صمد آرتیست می‌شود (۱۳۵۳)
- مسلخ (۱۳۵۳)
- مکافات (۱۳۵۲)

### تلویزیونی
| سال     | نام مجموعه        | کارگردان                     | توضیحات                              |
| ------- | ----------------- | ---------------------------- | ------------------------------------ |
|         | زیرگذر            |                              |                                      |
|         | چای دورنگ         |                              |                                      |
|         | انتظار            |                              |                                      |
|         | همیشه با من       |                              |                                      |
|         | زائر              |                              |                                      |
|         | مائده آسمانی      |                              |                                      |
|         | سفر               |                              |                                      |
|         | کیف               |                              |                                      |
|         | سایه‌های حصار      |                              |                                      |
|         | جدائی             |                              |                                      |
|         | تاریخ انقلاب      |                              |                                      |
|         | افسانه پوپک طلایی |                              |                                      |
|         | گل‌های ۸۱          |                              |                                      |
|         | یک وجب خاک خدا    |                              |                                      |
| ۱۳۵۵    | اعتیاد            | خسرو شجاع‌زاده                | تلویزیون ملی ایران                   |
|         | در کنار هم        |                              |                                      |
|         | همه بچه‌های ما     |                              |                                      |
|         | کاکتوس            | محمدرضا هنرمند               | شبکه یک                              |
| ۱۳۸۰    | عشق سال‌های جنگ    | علی بهادر                    |                                      |
| ۱۳۸۱    | سفر سبز           | محمدحسین لطیفی               | شبکه سه                              |
| ۱۳۹۱    | تهران پلاک ۱      | مهدی مظلومی                  | شبکه تهران                           |
| ۱۳۹۲    | ستاره حیات        | جواد ارشاد                   | شبکه سه                              |
| ۱۳۹۰    | خانه اجاره‌ای      | رامین ناصرنصیر و شاهد احمدلو | شبکه سه                              |
| ۱۳۸۴    | شب‌های برره        | مهران مدیری                  | شبکه سه در نقش تیمور قهوه چی         |
| ۱۳۸۷    | بزنگاه            | رضا عطاران                   | شبکه سه در نقش آقا جلال آشپز رمضان   |
| ۱۳۸۶    | ترش و شیرین       | رضا عطاران                   | شبکه سه در نقش طلبکار جهان           |
| ۱۳۸۴    | متهم گریخت        | رضا عطاران                   | شبکه سه در نقش کله پاچه فروش         |
| ۱۳۸۳    | خانه به دوش       | رضا عطاران                   | شبکه سه در نقش آقا هاشم سبزی فروش    |
|         | کلاه قرمزی        | ایرج طهماسب                  |                                      |
|         | رستگاران          |                              |                                      |
|         | چهار چرخ          |                              |                                      |
| ۱۳۸۳    | خوش‌غیرت           | علی شاه حاتمی                | شبکه یک                              |
| ۱۳۸۱    | خوش‌رکاب           | علی شاه حاتمی                | شبکه یک در نقش رستوراندار بین جاده‌ای |
| ۱۳۸۲    | او مثبت           | علی شاه‌حاتمی                 | شبکه یک                              |
| ۸۲–۱۳۸۱ | کوچهٔ اقاقیا       | رضا عطاران                   | شبکه تهران                           |
| ۱۳۹۵    | پادری             | محمدحسین لطیفی               | شبکه یک                              |